# Eliminatoria a la Copa Africana de Naciones Sub-17 2021
La Eliminatoria a la Copa Africana de Naciones Sub-17 de 2021 se juega entre el 22 de noviembre de 2020 y 2021 y cuenta con la participación de 54 selecciones infantiles de África que disputan las 7 plazas para la fase final del torneo a celebrarse en Marruecos, país anfitrión.

## Participantes
Esta será la primera edición de la Copa Africana de Naciones Sub-17 que se expandirá a 12 equipos en lugar de ocho. Cada una de las seis zonas recibió dos lugares en el torneo final.
| - Argelia (H) - Libia | - Túnez |

| - Cabo Verde - Gambia - Guinea - Guinea-Bisáu - Liberia | - Malí - Mauritania - Senegal - Sierra Leona (H) |

| - Benín - Burkina Faso - Costa de Marfil - Ghana | - Níger - Nigeria - Togo (H, D) |

| - Camerún (H) - Chad - Congo - Gabón | - Guinea Ecuatorial - República Centroafricana - República Democrática del Congo - Santo Tomé y Príncipe |

| - Etiopía - Kenia - Ruanda (H) - Sudán del Sur (D) | - Tanzania - Uganda - Yibuti |

| - Angola - Botsuana (D) - Comoras (D) - Malaui | - Suazilandia (D) - Sudáfrica (H) - Zambia - Zimbabue (D) |

Notas
- Los equipos en negrita se clasificaron para el torneo final.
- (H): Anfitriones del torneo de clasificación.
- (Q): Calificado automáticamente para el torneo final independientemente de los resultados de la clasificación.
- (D): Descalificado.

## Zona Norte

### Grupo A
| Equipo  | Pts | PJ | PG | PE | PP | GF | GC | Dif |
| ------- | --- | -- | -- | -- | -- | -- | -- | --- |
| Argelia | 4   | 2  | 1  | 1  | 0  | 4  | 3  | +1  |
| Túnez   | 4   | 2  | 1  | 1  | 0  | 3  | 2  | +1  |
| Libia   | 0   | 2  | 0  | 0  | 2  | 3  | 5  | -2  |

| 18 de enero de 2021 | Argelia                                     | 3:2 (1:1) | Libia                                   | Estadio 5 de julio de 1962, Argel, Argelia |                                 |
| 14:30               | - Ouchaouche 38' - Omar 50' - Tabbouche 86' | Reporte   | - 30' Abdulnabi - 61' (a.g.) Nottebaere | Árbitro(s): Ibrahim Nour El Din            | Árbitro(s): Ibrahim Nour El Din |

| 21 de enero de 2021 | Túnez                            | 2:1 (0:0) | Libia          | Estadio 5 de julio de 1962, Argel, Argelia |                            |
| 14:30               | - Mahdawani 55' - Trabelsi 90+5' | Reporte   | - 78' Bouchiba | Árbitro(s): Mustafa Kashaf                 | Árbitro(s): Mustafa Kashaf |

| 24 de enero de 2021 | Argelia       | 1:1 (0:0) | Túnez        | Estadio 5 de julio de 1962, Argel, Argelia |                               |
| 14:30               | - Zuliani 70' | Reporte   | - Senana 90' | Árbitro(s): Amin Mohamed Omar              | Árbitro(s): Amin Mohamed Omar |

## Zona Oeste A
El torneo de la UAFU Zona A 2021 que sirve como clasificatorio para la Copa Africana de Naciones Sub-17 de 2021 estaba inicialmente planeado para ser organizado del 11 al 20 de diciembre de 2020 en Sierra Leona, pero fue pospuesto. Finalmente tuvo lugar en Senegal, del 5 al 13 de febrero de 2021.

### Grupo A
| Equipo     | Pts           | PJ            | PG            | PE            | PP            | GF            | GC            | Dif           |
| ---------- | ------------- | ------------- | ------------- | ------------- | ------------- | ------------- | ------------- | ------------- |
| Senegal    | 3             | 1             | 1             | 0             | 0             | 4             | 0             | +4            |
| Mauritania | 0             | 1             | 0             | 0             | 1             | 0             | 4             | -4            |
| Gambia     | Descalificado | Descalificado | Descalificado | Descalificado | Descalificado | Descalificado | Descalificado | Descalificado |

Gambia fue descalificado de las eliminatorias después de que algunos jugadores no pasaran la prueba de resonancia magnética. Se consideró que se habían retirado de la competición, y todos los partidos anteriores jugados por ellos se considerarán "nulos y sin efecto" y no se considerarán para determinar la clasificación final del grupo.

| 5 de febrero de 2021 | Senegal                         | 4:2 (3:1) Anulado | Gambia                         | Stade Lat-Dior, Thiès, Senegal |                           |
| 14:00                | - Gning 7' - Sané 27', 37', 57' | Reporte           | - 39' Bajo - 67' (pen.) Baldeh | Árbitro(s): Moses Forkpah      | Árbitro(s): Moses Forkpah |

| 7 de febrero de 2021 | Mauritania | 0:2 (0:1) Anulado | Gambia                   | Stade Lat-Dior, Thiès, Senegal |                            |
| 17:00                |            | Reporte           | - 22' Jatta - 89' Marong | Árbitro(s): Swahib Bangura     | Árbitro(s): Swahib Bangura |

| 9 de febrero de 2021 | Senegal                                      | 4:0 (2:0) | Mauritania | Stade Lat-Dior, Thiès, Senegal  |                                 |
| 14:00                | - Sané 8' - Diop 45' - Niang 55' - Gning 77' | Reporte   |            | Árbitro(s): Sory Ibrahima Keita | Árbitro(s): Sory Ibrahima Keita |

### Grupo B
| Equipo       | Pts           | PJ            | PG            | PE            | PP            | GF            | GC            | Dif           |
| ------------ | ------------- | ------------- | ------------- | ------------- | ------------- | ------------- | ------------- | ------------- |
| Malí         | 3             | 1             | 1             | 0             | 0             | 5             | 0             | +5            |
| Guinea-Bisáu | 0             | 1             | 0             | 0             | 1             | 0             | 5             | -5            |
| Sierra Leona | Descalificado | Descalificado | Descalificado | Descalificado | Descalificado | Descalificado | Descalificado | Descalificado |

Sierra Leona fue descalificado de las eliminatorias después de que dos de sus jugadores no pasaron la prueba de resonancia magnética. Se consideró que se habían retirado de la competición, y todos los partidos anteriores jugados por ellos se considerarán "nulos y sin efecto" y no se considerarán para determinar la clasificación final del grupo.

| 5 de febrero de 2021 | Guinea-Bisáu | 1:0 (:) Anulado | Sierra Leona | Stade Lat-Dior, Thiès, Senegal |                         |
| 17:00                | [[]]         | Reporte         |              | Árbitro(s): Moussa Diou        | Árbitro(s): Moussa Diou |

| 7 de febrero de 2021 | Malí | 5:0 (:) Anulado | Sierra Leona | Stade Lat-Dior, Thiès, Senegal |                        |
| 14:00                | [[]] | Reporte         |              | Árbitro(s): Fatou Ngum         | Árbitro(s): Fatou Ngum |

| 9 de febrero de 2021 | Malí | 5:0 (:) | Guinea-Bisáu | Stade Lat-Dior, Thiès, Senegal      |                                     |
| 17:00                | [[]] | Reporte |              | Árbitro(s): Abdoulaye Lambert Manet | Árbitro(s): Abdoulaye Lambert Manet |

### Fase final
|  | Semifinales  | Semifinales  | Semifinales |      |         | Final   | Final | Final |  |
|  |              |              |             |      |         |         |       |       |  |
|  |              |              |             |      |         |         |       |       |  |
|  | Senegal      | Senegal      | 4           |      |         |         |       |       |  |
|  | Senegal      | Senegal      | 4           |      |         |         |       |       |  |
|  | Guinea-Bisáu | Guinea-Bisáu | 0           |      |         |         |       |       |  |
|  | Guinea-Bisáu | Guinea-Bisáu | 0           |      | Senegal | Senegal | 2     |       |  |
|  |              |              |             |      | Senegal | Senegal | 2     |       |  |
|  |              |              | Malí        | Malí | 0       |         |       |       |  |
|  | Malí         | Malí         | Malí        | Malí | 0       | 5       |       |       |  |
|  | Malí         | Malí         |             |      |         | 5       |       |       |  |
|  | Mauritania   | Mauritania   | 1           |      |         |         |       |       |  |
|  | Mauritania   | Mauritania   | 1           |      |         |         |       |       |  |
|  |              |              |             |      |         |         |       |       |  |

#### Semifinales
| 11 de febrero de 2021 | Senegal                                        | 4:0 (2:0) | Guinea-Bisáu | Stade Lat-Dior, Thiès, Senegal      |                                     |
| 17:30                 | - Traoré 29' - Niang 41' - Sané 48' - Faye 52' | Reporte   |              | Árbitro(s): Abdoulaye Lambert Manet | Árbitro(s): Abdoulaye Lambert Manet |

| 11 de febrero de 2021 | Malí                                                       | 5:1 (1:1) | Mauritania   | Stade Lat-Dior, Thiès, Senegal |                           |
| 14:00                 | - Omargome 36' - A. Traoré 51' - Sekongo ?', ?' - Kane 79' | Reporte   | - 23' Diallo | Árbitro(s): Moses Forkpah      | Árbitro(s): Moses Forkpah |

#### Final
| 14 de febrero de 2021 | Senegal                       | 2:0 (1:0) | Malí | Stade Lat-Dior, Thiès, Senegal |                         |
| 16:00                 | - Gning 30' - Sané 81' (pen.) | Reporte   |      | Árbitro(s): Moussa Diou        | Árbitro(s): Moussa Diou |

## Zona Oeste B
Los partidos de clasificación UAFU Zona B para la Copa de Naciones de África Sub-17 estaban inicialmente planeados para ser organizados por Benín del 15 al 30 de junio de 2020, pero luego se cambiaron y se celebraron en Togo entre el 5 y el 18 de enero de 2021. Los partidos se jugaron en Lomé (Estadio de Kégué y Estadio Municipal).
Todas las horas son locales, GMT (UTC±0).

### Grupo A
| Equipo       | Pts           | PJ            | PG            | PE            | PP            | GF            | GC            | Dif           |
| ------------ | ------------- | ------------- | ------------- | ------------- | ------------- | ------------- | ------------- | ------------- |
| Burkina Faso | 4             | 2             | 1             | 1             | 0             | 5             | 1             | +4            |
| Níger        | 4             | 2             | 1             | 1             | 0             | 3             | 0             | +3            |
| Benín        | 0             | 2             | 0             | 0             | 2             | 1             | 8             | -7            |
| Togo         | Descalificado | Descalificado | Descalificado | Descalificado | Descalificado | Descalificado | Descalificado | Descalificado |

Togo fue descalificado de las eliminatorias después de que dos de sus jugadores no pasaron la prueba de resonancia magnética. Se consideró que se habían retirado de la competición, y todos los partidos anteriores jugados por ellos se considerarán "nulos y sin efecto" y no se considerarán para determinar la clasificación final del grupo.

| 5 de enero de 2021 | Togo                          | 2:1 (0:1) Anulado | Níger         | Estadio de Kégué, Lomé, Togo |                             |
| 16:00              | - Kolani 57' - Kpérédja 90+2' | Reporte           | - 30' Ousmane | Árbitro(s): Quadri Adebimpe  | Árbitro(s): Quadri Adebimpe |

| 5 de enero de 2021 | Benín        | 1:5 (0:2) | Burkina Faso                                           | Estadio de Kégué, Lomé, Togo    |                                 |
| 19:00              | - Ouorou 51' | Reporte   | - 13', 48' Ouattara - 20', 63' Diakité - 90+1' Yaméogo | Árbitro(s): Patrick Tanguy Vlei | Árbitro(s): Patrick Tanguy Vlei |

| 8 de enero de 2021 | Benín        | 1:3 (0:1) Anulado | Togo                                     | Estadio de Kégué, Lomé, Togo   |                                |
| 16:00              | - Ouorou 54' | Reporte           | - 38' Sedzro - 65' Dotse - 90+2' Adohoun | Árbitro(s): Charles Benle Bulu | Árbitro(s): Charles Benle Bulu |

| 8 de enero de 2021 | Níger | 0:0     | Burkina Faso | Estadio de Kégué, Lomé, Togo    |                                 |
| 19:00              |       | Reporte |              | Árbitro(s): Patrick Tanguy Vlei | Árbitro(s): Patrick Tanguy Vlei |

| 11 de enero de 2021 | Burkina Faso | Cancelado | Togo | Estadio de Kégué, Lomé, Togo |  |
| 16:00               |              | Reporte   |      |                              |  |

| 11 de enero de 2021 | Níger                          | 3:0 (3:0) | Benín | Estadio Municipal, Lomé, Togo  |                                |
| 16:00               | - Ousmane 8' - Daouda 15', 34' | Reporte   |       | Árbitro(s): Charles Benle Bulu | Árbitro(s): Charles Benle Bulu |

### Grupo B
| Equipo          | Pts | PJ | PG | PE | PP | GF | GC | Dif |
| --------------- | --- | -- | -- | -- | -- | -- | -- | --- |
| Costa de Marfil | 6   | 2  | 2  | 0  | 0  | 4  | 1  | +3  |
| Nigeria         | 1   | 2  | 0  | 1  | 1  | 1  | 2  | -1  |
| Ghana           | 1   | 2  | 0  | 1  | 1  | 2  | 4  | -2  |

| 6 de enero de 2021 | Nigeria | 0:1 (0:0) | Costa de Marfil | Estadio Municipal, Lomé, Togo |                           |
| 16:00              |         | Reporte   | - 75' Konaté    | Árbitro(s): Issa Mouhamed     | Árbitro(s): Issa Mouhamed |

| 9 de enero de 2021 | Ghana                 | 1:1 (0:0) | Nigeria              | Estadio Municipal, Lomé, Togo |                              |
| 16:00              | - Issahaku 87' (pen.) | Reporte   | - 82' (pen.) Arumala | Árbitro(s): Komlavi Aklassou  | Árbitro(s): Komlavi Aklassou |

| 12 de enero de 2021 | Costa de Marfil                           | 3:1 (1:0) | Ghana        | Estadio Municipal, Lomé, Togo |                               |
| 16:00               | - Konaté 10' - Likpa 48' - Don 68' (pen.) | Reporte   | - 51' Batigi | Árbitro(s): Vincentia Amedome | Árbitro(s): Vincentia Amedome |

### Fase final
|  | Semifinales         | Semifinales         |   |                     | Final               | Final |  |
|  |                     |                     |   |                     |                     |       |  |
|  |                     |                     |   |                     |                     |       |  |
|  | 15 de enero de 2021 |                     |   |                     |                     |       |  |
|  | Burkina Faso        | 0                   |   |                     |                     |       |  |
|  | Nigeria             | 1                   |   |                     |                     |       |  |
|  |                     |                     |   |                     |                     |       |  |
|  |                     |                     |   |                     | 18 de enero de 2021 |       |  |
|  |                     |                     |   |                     | Nigeria             | 2     |  |
|  |                     | Costa de Marfil     | 3 |                     |                     |       |  |
|  |                     |                     |   |                     |                     |       |  |
|  |                     |                     |   |                     |                     |       |  |
|  |                     |                     |   |                     | Tercer lugar        |       |  |
|  | 15 de enero de 2021 | 15 de enero de 2021 |   | 18 de enero de 2021 | 18 de enero de 2021 |       |  |
|  | Costa de Marfil     | 1                   |   | Burkina Faso (p.)   | 1 (10)              |       |  |
|  | Níger               | 0                   |   |                     | Níger               | 1 (9) |  |

#### Semifinales
| 15 de enero de 2021 | Burkina Faso | 0:1 (0:0) | Nigeria    | Estadio de Kégué, Lomé, Togo |                  |
| 16:00               |              | Reporte   | - 77' Papo | Árbitro(s): [[]]             | Árbitro(s): [[]] |

| 15 de enero de 2021 | Costa de Marfil | 1:0 (0:0) | Níger | Estadio de Kégué, Lomé, Togo |                  |
| 19:00               | - [[]] 44'      | Reporte   |       | Árbitro(s): [[]]             | Árbitro(s): [[]] |

#### Tercer puesto
| 18 de enero de 2021 | Burkina Faso | 1:1 (10:9 p.) | Níger | Estadio de Kégué, Lomé, Togo |                  |
| 15:30               | [[]]         |               | [[]]  | Árbitro(s): [[]]             | Árbitro(s): [[]] |

#### Final
| 18 de enero de 2021 | Nigeria                | 2:3 (0:1) | Costa de Marfil                        | Estadio de Kégué, Lomé, Togo   |                                |
| 19:00               | - Abdullahi 90', 90+2' | Reporte   | - 15' Sindou - 59' Konaté - 84' Traoré | Árbitro(s): Charles Benle Bulu | Árbitro(s): Charles Benle Bulu |

## Zona Central
El Torneo UNIFFAC U17 de 2021, que habría servido como torneo clasificatorio para la Copa Africana de Naciones Sub-17 de 2021, se planeó inicialmente que se celebrara en Camerún en 2020, y luego en Malabo, Guinea Ecuatorial en febrero de 2021.
En febrero de 2021, este torneo fue finalmente cancelado por CAF debido a la ausencia de un país anfitrión y la ausencia de una máquina de resonancia magnética en la mayoría de los países de esta zona.
Para la Copa Africana de Naciones Sub-17 de 2021, la CAF decidió clasificar a Camerún y Congo, los dos finalistas de la última edición de las eliminatorias zonales de UNIFFAC en 2018.

## Zona Centro Este
Las eliminatorias de la CECAFA para la Copa Africana de Naciones Sub-17 se planearon inicialmente para ser celebradas a principios de julio de 2020, pero luego se trasladaron al 13-22 de diciembre de 2020. Nueve equipos se dividieron en tres grupos de tres equipos durante el sorteo realizado en octubre. Sin embargo, dos equipos, Eritrea y Sudán, se retiraron antes del comienzo del torneo y los siete equipos restantes fueron luego reorganizados en nuevos grupos. Los partidos se jugaron en Gisenyi (Estadio Umuganda).
Todas las horas son locales, CAT (UTC+2).

### Grupo A
| Equipo        | Pts           | PJ            | PG            | PE            | PP            | GF            | GC            | Dif           |
| ------------- | ------------- | ------------- | ------------- | ------------- | ------------- | ------------- | ------------- | ------------- |
| Uganda        | 6             | 2             | 2             | 0             | 0             | 8             | 0             | +8            |
| Etiopía       | 1             | 2             | 0             | 1             | 1             | 2             | 5             | -3            |
| Kenia         | 1             | 2             | 0             | 1             | 1             | 2             | 7             | -5            |
| Sudán del Sur | Descalificado | Descalificado | Descalificado | Descalificado | Descalificado | Descalificado | Descalificado | Descalificado |

Sudán del Sur fue descalificado de las eliminatorias después de que cuatro de sus jugadores no pasaran la prueba de resonancia magnética.

| 13 de diciembre de 2020 | Kenia                     | 2:2 (1:0) | Etiopía                   | Estadio Umuganda, Gisenyi, Ruanda |                                |
| 16:00                   | - Gachago 14' - Rajab 84' | Reporte   | - 61' Jiru - 90+4' Nagash | Árbitro(s): Djaffari Nduwimana    | Árbitro(s): Djaffari Nduwimana |

| 16 de diciembre de 2020 | Uganda                                        | 5:0 (1:0) | Kenia | Estadio Umuganda, Gisenyi, Ruanda |                             |
| 12:00                   | - Mawa 8', 50', 54' - Mutyaba 77' - Madoi 84' | Reporte   |       | Árbitro(s): Mohamed Diraneh       | Árbitro(s): Mohamed Diraneh |

| 18 de diciembre de 2020 | Uganda                             | 3:0 (2:0) | Etiopía | Estadio Umuganda, Gisenyi, Ruanda |                                 |
| 15:00                   | - Mawa 17', 62' - Irinimbabazi 35' | Reporte   |         | Árbitro(s): Emmanuel Mwandembwa   | Árbitro(s): Emmanuel Mwandembwa |

### Grupo B
| Equipo   | Pts | PJ | PG | PE | PP | GF | GC | Dif |
| -------- | --- | -- | -- | -- | -- | -- | -- | --- |
| Tanzania | 4   | 2  | 1  | 1  | 0  | 4  | 2  | +2  |
| Yibuti   | 2   | 2  | 0  | 2  | 0  | 1  | 1  | 0   |
| Ruanda   | 1   | 2  | 0  | 1  | 1  | 1  | 3  | -2  |

| 14 de diciembre de 2020 | Ruanda                | 1:3 (1:2) | Tanzania                       | Estadio Umuganda, Gisenyi, Ruanda |                         |
| 15:30                   | - Irihamye 19' (pen.) | Reporte   | - 10' Yahaya - 14', 61' Mvungi | Árbitro(s): Sabri Fadul           | Árbitro(s): Sabri Fadul |

| 16 de diciembre de 2020 | Ruanda | 0:0     | Yibuti | Estadio Umuganda, Gisenyi, Ruanda |                             |
| 17:00                   |        | Reporte |        | Árbitro(s): Tewodros Mitiku       | Árbitro(s): Tewodros Mitiku |

| 18 de diciembre de 2020 | Yibuti    | 1:1 (0:1) | Tanzania               | Estadio Umuganda, Gisenyi, Ruanda |                              |
| 12:00                   | - Ali 80' | Reporte   | - 33' (a.g.) Mouhoumed | Árbitro(s): Shamirah Nabadda      | Árbitro(s): Shamirah Nabadda |

### Fase final
|  | Semifinales             | Semifinales             |   |                         | Final                   | Final |  |
|  |                         |                         |   |                         |                         |       |  |
|  |                         |                         |   |                         |                         |       |  |
|  | 20 de diciembre de 2020 |                         |   |                         |                         |       |  |
|  | Uganda                  | 1                       |   |                         |                         |       |  |
|  | Yibuti                  | 0                       |   |                         |                         |       |  |
|  |                         |                         |   |                         |                         |       |  |
|  |                         |                         |   |                         | 22 de diciembre de 2020 |       |  |
|  |                         |                         |   |                         | Uganda                  | 3     |  |
|  |                         | Tanzania                | 1 |                         |                         |       |  |
|  |                         |                         |   |                         |                         |       |  |
|  |                         |                         |   |                         |                         |       |  |
|  |                         |                         |   |                         | Tercer lugar            |       |  |
|  | 20 de diciembre de 2020 | 20 de diciembre de 2020 |   | 22 de diciembre de 2020 | 22 de diciembre de 2020 |       |  |
|  | Tanzania (p.)           | 1 (4)                   |   | Yibuti                  | 2                       |       |  |
|  | Etiopía                 | 1 (3)                   |   |                         | Etiopía                 | 5     |  |

#### Semifinales
| 20 de diciembre de 2020 | Uganda     | 1:0 (0:0) | Yibuti | Estadio Umuganda, Gisenyi, Ruanda |                        |
| 12:00                   | - Mawa 89' | Reporte   |        | Árbitro(s): Omar Artan            | Árbitro(s): Omar Artan |

| 20 de diciembre de 2020 | Tanzania                                        | 1:1 (1:0) (1:1) (4:3 p.)   | Etiopía                                  | Estadio Umuganda, Gisenyi, Ruanda |                             |
| 15:00                   | - Bakari 38'                                    | Reporte                    | - 72' Ganta                              | Árbitro(s): Samuel Uwikunda       | Árbitro(s): Samuel Uwikunda |
|                         |                                                 | Tiros desde el punto penal |                                          |                                   |                             |
|                         | - Mbarak - Lubotile - Chasambi - Bakari - Lidah |                            | - Nagash - Jiru - Shamil - Bakalo - Seid |                                   |                             |

#### Tercer puesto
| 22 de diciembre de 2020 | Yibuti          | 2:5 (0:3) | Etiopía                                        | Estadio Umuganda, Gisenyi, Ruanda |                                |
| 12:00                   | - Hadi 56', 77' | Reporte   | - 18', 35' Bakalo - 36' Jiru - 58', 72' Rameto | Árbitro(s): Djaffari Nduwimana    | Árbitro(s): Djaffari Nduwimana |

#### Final
| 22 de diciembre de 2020 | Uganda                                             | 3:1 (0:0) | Tanzania            | Estadio Umuganda, Gisenyi, Ruanda |                        |
| 15:30                   | - Irinimbabazi 63' - Mutyaba 80' - Juma 90' (pen.) | Reporte   | - 88' (a.g.) Mulema | Árbitro(s): Omar Artan            | Árbitro(s): Omar Artan |

## Zona Sur
El Campeonato Sub-17 de la COSAFA se planeó inicialmente para ser organizado por Malaui entre el 22 de julio y el 1 de agosto de 2020 y los partidos planeados para jugarse en Blantyre, como el torneo de clasificación de la región. Malaui, sin embargo, no pudo albergar el torneo debido a la pandemia de COVID-19. Los derechos de sede se otorgaron posteriormente a Sudáfrica y los partidos se jugaron en Nelson Mandela Bay (Estadio Gelvandale y Estadio Oval de Westbourne).
Ocho equipos se dividieron en dos grupos durante el sorteo. Sudáfrica, Angola, Zimbabue y Suazilandia se incluyeron en el Grupo A y Zambia, Botsuana, Malaui y Comoras se incluyeron en el Grupo B. Sin embargo, el 20 de noviembre, después de que ya se jugó el primer combo de partidos el 19 de noviembre, 4 equipos, a saber: Botsuana, Comoras, Suazilandia y Zimbabue fueron descalificados del torneo por tener al menos uno de sus jugadores que no pasó la prueba de resonancia magnética. El torneo se reinició más tarde el 22 de noviembre de 2020 como un torneo de cuatro equipos y se jugó en forma de todos contra todos. Los partidos que se habían jugado se consideraron posteriormente como partidos de preparación sin relación con el nuevo formato del torneo.
Todas las horas son locales, SAST (UTC+2).

### Grupo A
| Equipo    | Pts | PJ | PG | PE | PP | GF | GC | Dif |
| --------- | --- | -- | -- | -- | -- | -- | -- | --- |
| Zambia    | 9   | 3  | 3  | 0  | 0  | 9  | 3  | +6  |
| Sudáfrica | 4   | 3  | 1  | 1  | 1  | 4  | 4  | 0   |
| Angola    | 3   | 3  | 1  | 0  | 2  | 9  | 5  | +4  |
| Malaui    | 1   | 3  | 0  | 1  | 2  | 5  | 15 | -10 |

| 22 de noviembre de 2020 | Angola        | 1:2 (0:0) | Zambia                            | Estadio Gelvandale, Nelson Mandela Bay, Sudáfrica |                             |
| 12:30                   | - Lopes 90+3' | Reporte   | - 51' Majapa - 64' (pen.) Ng’ambi | Árbitro(s): Tshepo Gobagoba                       | Árbitro(s): Tshepo Gobagoba |

| 22 de noviembre de 2020 | Sudáfrica                      | 2:2 (0:1) | Malaui                   | Estadio Gelvandale, Nelson Mandela Bay, Sudáfrica |                            |
| 15:30                   | - Shabalala 46' - Mahlangu 87' | Reporte   | - 36' Zakeyu - 65' Banda | Árbitro(s): Thanks Nyahuye                        | Árbitro(s): Thanks Nyahuye |

| 24 de noviembre de 2020 | Sudáfrica                       | 2:1 (1:0) | Angola      | Estadio Gelvandale, Nelson Mandela Bay, Sudáfrica |                              |
| 12:30                   | - Shabalala 45+2' - Francis 61' | Reporte   | - 56' Kossi | Árbitro(s): Lawrence Zimondi                      | Árbitro(s): Lawrence Zimondi |

| 24 de noviembre de 2020 | Zambia                                                         | 6:2 (3:0) | Malaui            | Estadio Gelvandale, Nelson Mandela Bay, Sudáfrica |                           |
| 15:30                   | - Banda 11', 44', 49' - Ng’ambi 16' - Majapa 47' - Khumalo 84' | Reporte   | - 58', 72' Mphasi | Árbitro(s): Artur Alfinar                         | Árbitro(s): Artur Alfinar |

| 26 de noviembre de 2020 | Malaui       | 1:7 (0:3) | Angola                                                                               | Estadio Oval de Westbourne, Nelson Mandela Bay, Sudáfrica |                         |
| 15:30                   | - Zakeyu 80' | Reporte   | - 30' Domingos - 40', 42', 67' (pen.) Hequele - 82' Canji - 90+1' Cucao - 90+4' Inga | Árbitro(s): Luxolo Badi                                   | Árbitro(s): Luxolo Badi |

| 26 de noviembre de 2020 | Zambia      | 1:0 (0:0) | Sudáfrica | Estadio Gelvandale, Nelson Mandela Bay, Sudáfrica |                              |
| 15:30                   | - Banda 84' | Reporte   |           | Árbitro(s): Thulani Sibandze                      | Árbitro(s): Thulani Sibandze |

### Tercer puesto
| 29 de noviembre de 2020 | Angola                   | 2:1 (2:1) | Malaui      | Estadio Gelvandale, Nelson Mandela Bay, Sudáfrica |                               |
| 10:00                   | - Kossi 9' - Hequele 41' | Reporte   | - 1' Lameck | Árbitro(s): Vistoria Shangula                     | Árbitro(s): Vistoria Shangula |

### Final
| 29 de noviembre de 2020 | Zambia                              | 1:1 (1:1) (2:4 p.)         | Sudáfrica                                      | Estadio Gelvandale, Nelson Mandela Bay, Sudáfrica |                           |
| 15:00                   | - Banda 2' (pen.)                   | Reporte                    | - 14' (pen.) Mahlangu                          | Árbitro(s): Artur Alfinar                         | Árbitro(s): Artur Alfinar |
|                         |                                     | Tiros desde el punto penal |                                                |                                                   |                           |
|                         | - Chaiwa - Banda - Majapa - Ng’ambi |                            | - Sishi - Mgiba - Phalane - Dopolo - Dithejane |                                                   |                           |

## Equipos clasificados
| Team              | Zone             | Qualified on             | Apariciones anteriores en Copa Africana de Naciones Sub-171 solo torneo final (desde 1995) |
| ----------------- | ---------------- | ------------------------ | ------------------------------------------------------------------------------------------ |
| Marruecos (hosts) | Zona Norte       | 28 de septiembre de 2018 | 2 (2013, 2019)                                                                             |
| Argelia           | Zona Norte       | 24 de enero de 2021      | 1 (2009)                                                                                   |
| Senegal           | Zona Oeste A     | 11 de febrero de 2021    | 2 (2011, 2019)                                                                             |
| Malí              | Zona Oeste A     | 11 de febrero de 2021    | 8 (1995, 1997, 1999, 2001, 2005, 2011, 2015, 2017)                                         |
| Nigeria           | Zona Oeste B     | 15 de enero de 2021      | 9 (1995, 1999, 2001, 2003, 2005, 2007, 2013, 2015, 2019)                                   |
| Costa de Marfil   | Zona Oeste B     | 15 de enero de 2021      | 5 (1997, 2005, 2011, 2013, 2015)                                                           |
| Camerún           | Zona Central     | 19 de febrero de 2021    | 7 (1999, 2001, 2003, 2009, 2015, 2017, 2019)                                               |
| Congo             | Zona Central     | 19 de febrero de 2021    | 2 (2011, 2013)                                                                             |
| Uganda            | Zona Centro Este | 20 de diciembre de 2020  | 1 (2019)                                                                                   |
| Tanzania          | Zona Centro Este | 20 de diciembre de 2020  | 2 (2017, 2019)                                                                             |
| Zambia            | Zona Sur         | 24 de noviembre de 2020  | 1 (2015)                                                                                   |
| Sudáfrica         | Zona Sur         | 26 de noviembre de 2020  | 3 (2005, 2007, 2015)                                                                       |

1 Negrita indica campeones de ese año. La cursiva indica los hosts de ese año.